# Waidmannsfeld
Waidmannsfeld là một thị xã thuộc huyện Wiener Neustadt-Land, Lower Austria, Áo.